# Nintendo World Championships: NES Edition
Nintendo World Championships: NES Edition ist ein von Nintendo entwickeltes und veröffentlichtes Videospiel für die Nintendo Switch. Es basiert auf dem Esports-Wettbewerb Nintendo World Championships und ist am 18. Juli 2024 digital im Nintendo eShop und als physische Deluxe-Edition im Handel veröffentlicht worden.

## Spielprinzip
In Nintendo World Championships: NES Edition geht es darum, dass die Spieler bestimmte Aufgaben, die sogenannten Challenges, in den Nintendo-Videospielen der NES-Ära so schnell wie möglich bewältigen müssen. Je nachdem, wie schnell die Spieler diese Herausforderungen bewältigt haben, erhalten sie bestimmte Noten und können Münzen ausgeben, um neue Herausforderungen freizuschalten. Im Gegensatz zu den eigentlichen Nintendo World Championships von 1990 oder dem Nintendo World Championships Remix-Modus in NES Remix gibt es in der NES Edition keinen Modus, der ein Punktesystem über drei Spiele verwendet.

### Spielmodi
- Speedrun-Modus - Die Spieler müssen bestimmte Herausforderungen so schnell wie möglich alleine bewältigen. Im Spiel verdiente Münzen können dazu verwendet werden, neue Herausforderungen freizuschalten, die in diesem Modus absolviert werden können.[3]
- Weltmeisterschaften - Die Spieler müssen fünf verschiedene Herausforderungen nacheinander im Schnelldurchlauf bewältigen, wobei die dabei verbrachte Zeit gezählt und in eine Online-Rangliste eingetragen wird. Der Weltmeisterschaftsmodus besteht aus wöchentlichen Wettbewerben, wobei die Liste der Herausforderungen jede Woche aktualisiert wird.[4]
- Partymodus - Bis zu 8 Spieler treten im lokalen Mehrspielermodus gegeneinander an, um zu sehen, wer die Herausforderungen am schnellsten abschließen kann. Jeder Spieler erhält nach jeder Herausforderung (im Modus als Match bezeichnet) Punkte, die gesammelt werden, um einen Gewinner zu ermitteln.[5]

## Spiele
Die folgenden Spiele sind in diesem Spiel enthalten:
- Balloon Fight
- Donkey Kong
- Excitebike
- Ice Climber
- Kid Icarus
- Kirby's Adventure
- Metroid
- Super Mario Bros.
- Super Mario Bros. 2
- Super Mario Bros. 3
- Super Mario Bros.: The Lost Levels
- The Legend of Zelda
- Zelda II: The Adventure of Link

## Entwicklung und Veröffentlichung
Das Spiel wurde zunächst versehentlich von der Entertainment Software Rating Board am 3. Mai 2024 vorzeitig angekündigt. Am 8. Mai hat Nintendo das Spiel offiziell angekündigt.